# Hostus
Hostus is een geslacht van spinnen uit de familie lynxspinnen.

## Soorten
- Hostus paroculus Simon, 1898